# Nepiothericles
Nepiothericles is een geslacht van rechtvleugeligen uit de familie Thericleidae. De wetenschappelijke naam van dit geslacht is voor het eerst geldig gepubliceerd in 1977 door Descamps.

## Soorten
Het geslacht Nepiothericles omvat de volgende soorten:
- Nepiothericles annulipes Descamps, 1977
- Nepiothericles karrooensis Descamps, 1977
- Nepiothericles minimus Descamps, 1977
- Nepiothericles nigropictus Descamps, 1977
- Nepiothericles oculatus Descamps, 1977
- Nepiothericles puberulus Stål, 1876
- Nepiothericles uvarovi Descamps, 1977